# Teucholabis bicolor
Teucholabis bicolor är en tvåvingeart som beskrevs av Osten Sacken 1881. Teucholabis bicolor ingår i släktet Teucholabis och familjen småharkrankar. Inga underarter finns listade i Catalogue of Life.